# Pygostrangalia kwangtungensis
Pygostrangalia kwangtungensis là một loài bọ cánh cứng trong họ Cerambycidae.